# Агоністична поведінка

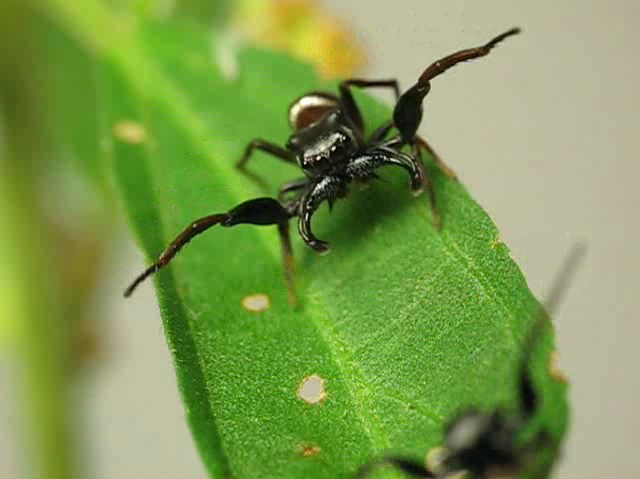
Ритуалізована агоністична поведінка між самцями павуків Zygoballus sexpunctatus

Агоністична поведінка (від дав.-гр. agonistikos — здатний до боротьби, войовничий), дії тварин, що спостерігаються під час конфліктів між особинами одного виду і виражаються у взаємних погрозах, нападах на суперника, втечі від нього, переслідуванні, демонстрації підпорядкування і т. ін.
Така поведінка допомагає тваринам забезпечити основні потреби, такі як середовище проживання, територія, їжа та статеві партнери. Вона включає два протилежні компоненти: агресивну та оборонну поведінку. Перша може включати демонстрацію, погрози або напад. Типові моделі оборонної поведінки включають заспокоєння, підкорення і втечу.
Агресія поділяється на міжвидову та внутрішньовидову. Внутрішньовидова агресія спрямована на особин одного виду, тоді як міжвидова - на представників інших видів. Вона охоплює як хижацтво, так і тактику протидії хижацтву і забезпечує виживання.

## Керування агресією

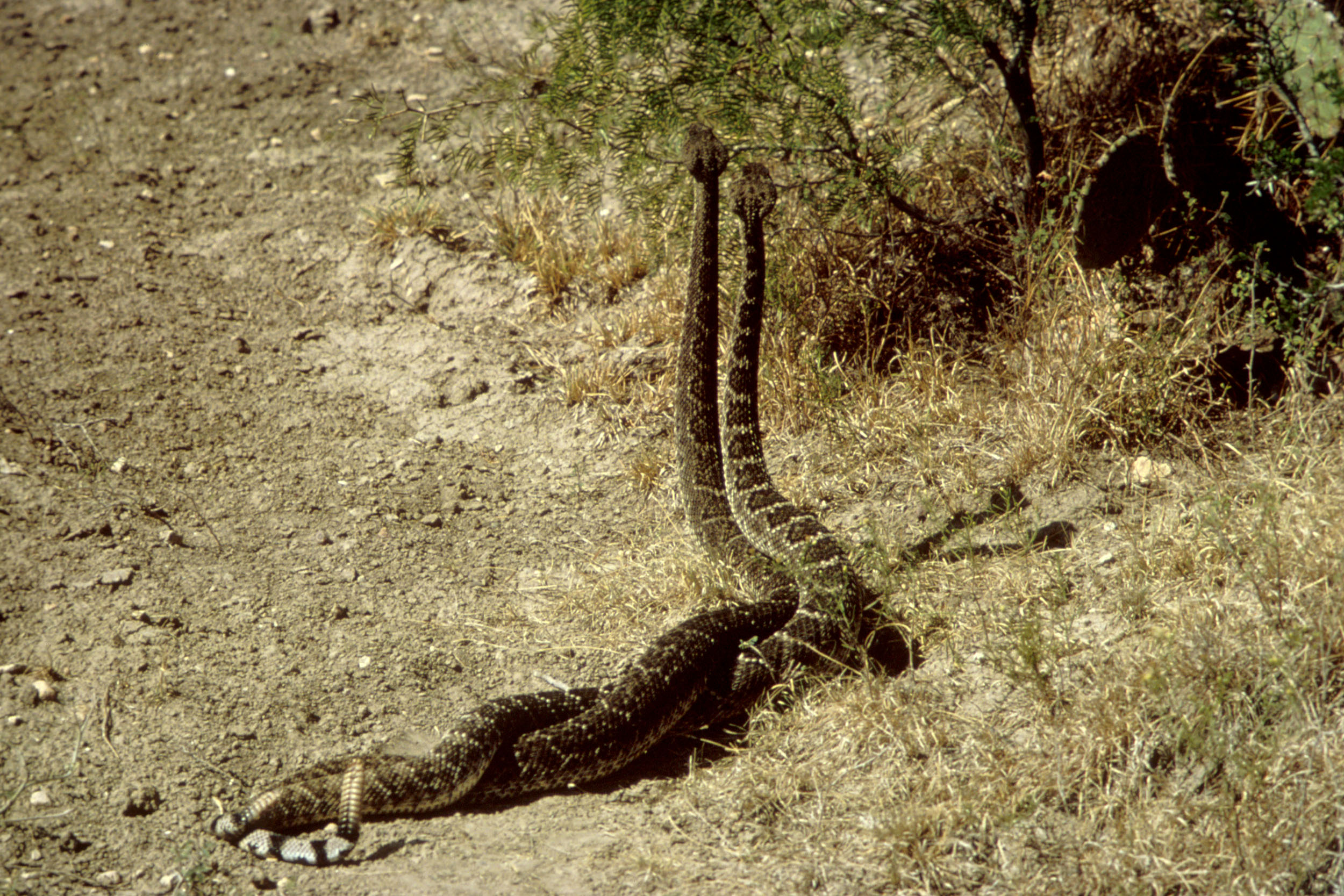
Ритуальний бій між двома гримучими зміями.

Бійкам часто передує демонстративна і загрозлива поведінка. Поширена тактика — зробити тіло більшим, випрямляючи тіло, піднімаючи хвіст і настовбурчуючи шерсть. Це може супроводжуватися акустичними сигналами, такими як гарчання або ревіння. Якщо загрози призводять до конфліктної ситуації, відбувається напад або втеча. Однак, щоб уникнути конфлікту, зазвичай достатньо випростатися. Сильніша тварина менш схильна до бійки, якщо інша демонструє покірну поведінку, наприклад, коли собаки й вовки опускають хвости. Серйозні бійки зазвичай призводять до серйозних травм або смерті, тоді як ритуальні бійки, яким передує демонстрація погроз, як правило, спричиняють, у гіршому випадку, незначні травми. Ритуальні бої мають чітко визначені правила і зазвичай проводяться для підвищення соціального статусу тварини.

## Ієрархія тварин
Багато груп хребетних організовані за рангом, який визначається боротьбою між суперниками, що гарантує, що сильна, досвідчена тварина-лідер керує групою. Ієрархічний порядок значною мірою запобігає внутрішньовидовій боротьбі за їжу, партнерів тощо. Тварини вищого рангу, як правило, мають кращі шанси на розмноження, ніж тварини нижчого рангу. Ранги часто динамічні й реорганізуються після ритуальних боїв.